# アセナフトキノン
アセナフトキノン(acenaphthoquinone)は、アセナフテンのキノン誘導体である。水には溶けず、アルコールには溶ける。染料、薬品、殺虫剤の製造における合成中間体として使われる。刺激性がある。発ガン性についてはまだ十分な調査がなされていない。